# Pernik
Pernik (en idioma búlgaro: Перник) es una ciudad del oeste de Bulgaria, capital de la provincia de Pernik. Se ubica en ambas orillas del río Struma en el valle Pernik, entre las montañas Viskyar, Vitosha y Golo Bardo.

## Geografía
Se encuentra unos 30 km al sudeste de Sofía.

## Historia

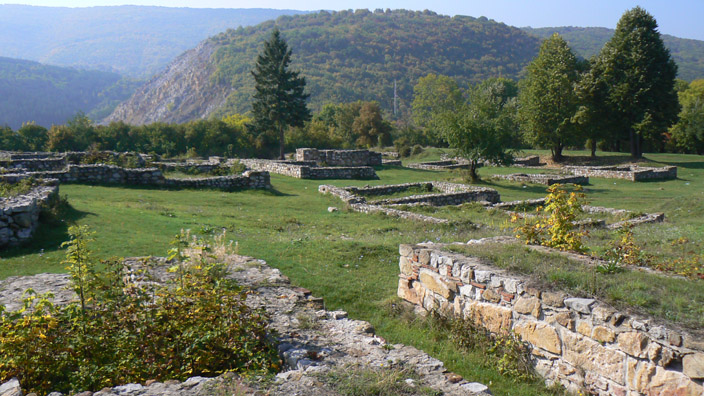
Ruinas de la fortaleza medieval de Krakra a las afueras de Pernik

Originalmente fue el lugar de una fortaleza Tracia fundada en el siglo IV a. C., y más tarde sitiada por romanos. Pernik se convirtió en parte del Imperio búlgaro a principios del siglo IX como una importante fortaleza. El nombre "Pernik" tiene su posible origen en el dios eslavo Perun, con el sufijo -nik (o -ik) añadido, y se menciona por primera vez en el siglo IX.
La ciudad medieval fue un bastión clave búlgaro durante las guerras del zar búlgaro Samuel contra el Imperio bizantino en el siglo XI, cuando se rige por el noble Krakra de Pernik, resistiendo asedios bizantinos en varias ocasiones. La ciudad fue ocupada por Stefan Nemanja, que fue Gran Príncipe de Raska entre 1190-1191.

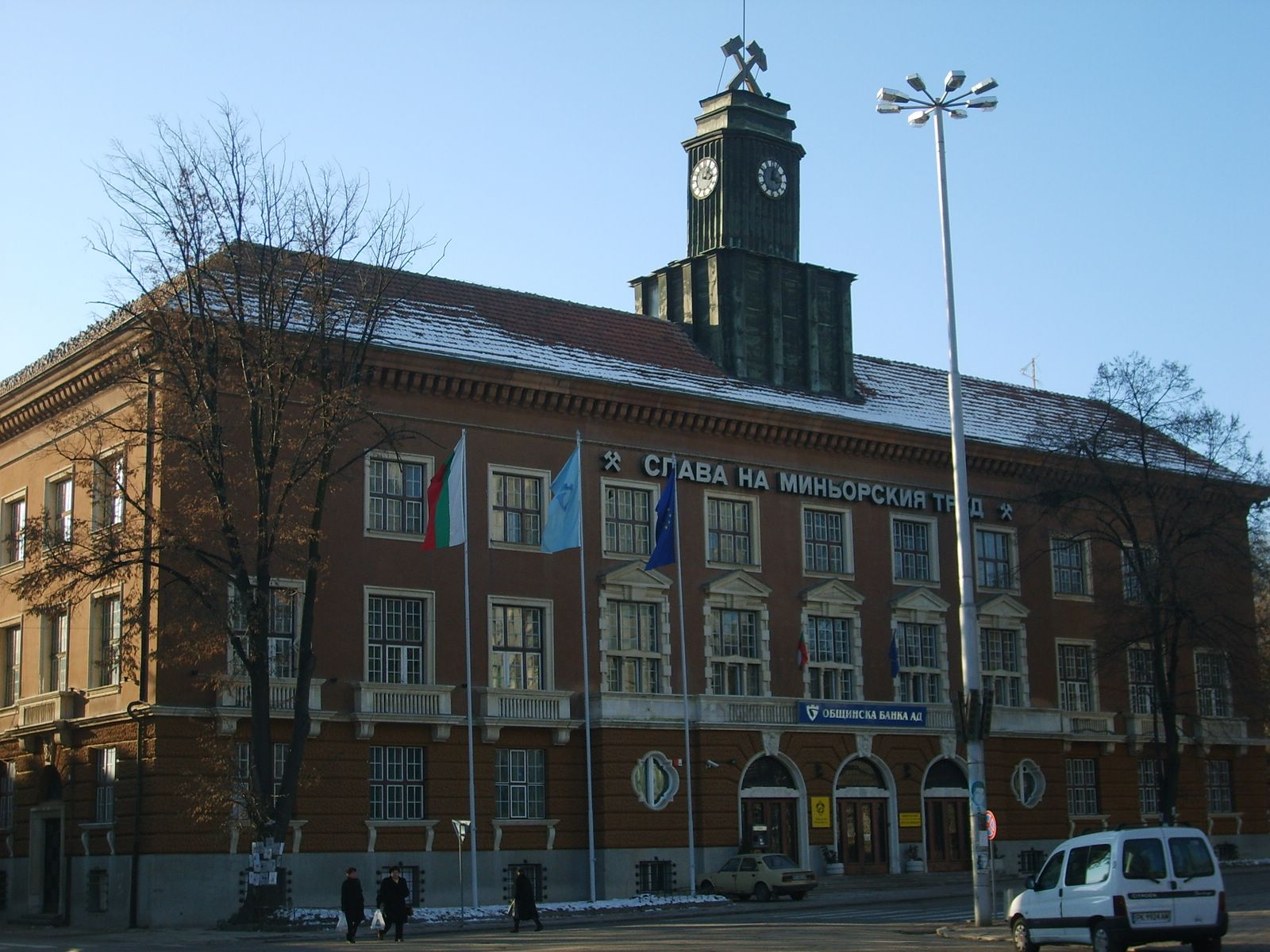
La oficina central de minería (construida 1929-1932)

Desde 1396 hasta 1878 la ciudad estaba bajo el dominio otomano. En el siglo XX Pernik se desarrolló rápidamente como un centro para la minería del carbón y la industria pesada. Durante el régimen comunista de Bulgaria, la ciudad se llamó Dimitrovo entre 1949 y 1962, después de la muerte del dirigente comunista búlgaro Georgi Dimitrov.  El Festival Internacional Surva se celebra en la ciudad cada mes de enero. Pernik es el centro de la metalurgia en Bulgaria ahora "Stomana Industry". Pernik tiene dos equipos de fútbol, el PFC Minyor Pernik y FC Metalurg.

## Ciudades hermanadas
Pernik tiene como ciudades hermanas a:
- Ovar (Portugal)
- Magdeburgo (Alemania)
- Lausana (Suiza)
- Skopie (Macedonia del Norte)
- Lublin ([Polonia)
- Caen (Francia)
- Cardiff (Gales)
- Elektrostal (Rusia)
- Milán (Italia)
- Obrenovac (Serbia)
- Liubliana (Eslovenia)
- Split (Croacia)
- Tuzla (Bosnia y Herzegovina)
- Heraklion (Grecia)
- Pardubice (República Checa)
- Graz (Austria)
- Århus (Dinamarca)
- Lugansk (Ucrania])
- Holguín (Cuba)